# Northridge
Northridge är en stadsdel i San Fernando Valley-regionen i norra delen av Los Angeles i Kalifornien i USA.
I stadsdelen finns ett av Kaliforniens största universitet, California State University, Northridge (CSUN), med drygt 26 000 heltidsstuderande (2006).

## Geografi
Northridge är drygt 43,5 km² stort och ligger cirka 245 meter över havet.
Angränsande stadsdelar är, bland andra, Granada Hills, Chatsworth, Reseda och Winnetka. Några av de viktigaste gatorna i Northridge är Roscoe Boulevard, Devonshire Street, Nordhoff Street, Corbin Avenue, Tampa Avenue och Reseda Boulevard. Genom området går motorvägen California State Route 118. Riktnummer är 818 och postnumren är 91324 - 91330.

## Befolkning
Befolkningen beräknas till 84 195 personer.[när?]

## Kända personer
- Jeff Weaver, basebollspelare[2]
- Jered Weaver, basebollspelare[3]